# Medetera pseudotiosa
Medetera pseudotiosa är en tvåvingeart som beskrevs av Grichanov 1999. Medetera pseudotiosa ingår i släktet Medetera och familjen styltflugor. Inga underarter finns listade i Catalogue of Life.